# Distretto di Karaman
Il distretto di Karaman (in turco Karaman ilçesi) è uno dei distretti della provincia di Karaman, in Turchia.